# روث ويتمان
روث ويتمان (بالإنجليزية: Ruth Whitman) هي كاتِبة ومترجمة وشاعرة أمريكية، ولدت في 1922، وتوفيت في 1999.